# 반정
반정(反正)은 쿠데타의 일종으로, 과거 조선에서 현 국왕의 집권에 반대하여 군사를 동원하여 축출한 후 새 국왕을 세우는 것을 말한다.

## 역대 반정
반정은 조선에 한정되어 불리는 단어로 크게 세 차례로 구분된다. 다만, 세조찬위의 경우에는 세조의 단종에 대한 일방적인 왕위 찬탈이므로 반정보다는 찬위로 불린다.
- 세조찬위
- 중종반정
- 인조반정

## 축출된 국왕에 대한 대우
일반적으로 반정을 통해 축출된 국왕(임금)의 경우에는 묘호가 박탈되어 군호로 격하되며, 무덤 또한 명칭이 '능'에서 '묘'로 격하된다. 조선 역사상 축출된 군주는 총 3명으로 다음과 같다.
- 노산군(후에 단종으로 복위)
- 연산군
- 광해군